# Pelle Andersson (sångare)
Per "Pelle" Carl Johan Andersson, född 10 februari 1988 i Ulricehamn, Västra Götalands län är en svensk författare, musiker och bokningsagent, främst känd som sångare, basist och huvudsaklig låtskrivare i punkbanden Monark X och Snorting Maradonas.

## Biografi
Andersson startade sin karriär i bandet Snorting Maradonas och hamnade i stort blåsväder på grund av sin och bandets respektlöshet gentemot Carl XVI Gustaf och hans familj. Andersson bildade sedan bandet Monark X som rönte vissa framgångar och bland annat har spelat på Peace & Love och Hultsfredsfestivalen.
Andersson arbetade länge med festivalen Peace & Love men arbetar idag som författare, bokningsagent och frilansjournalist för bland andra Dalarnas Tidningar.